# Religioni in Gabon

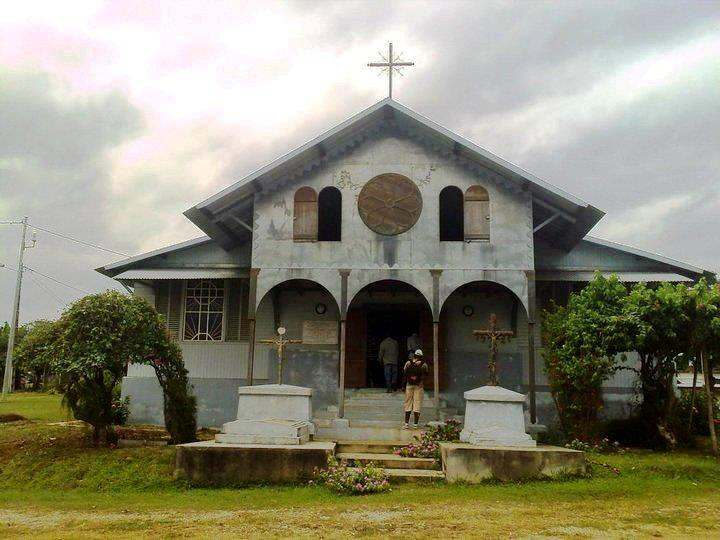
Una delle più antiche missioni cattoliche in Gabon, quella di Donguila nella provincia di Ntoum.

Tra le religioni maggiori praticate in Gabon vi sono il Cristianesimo (Cattolicesimo e Protestantesimo), l'Islam e le credenze indigene tradizionali religiose. Molte persone praticano elementi sia del cristianesimo sia delle credenze indigene tradizionali . Circa il 73% della popolazione (il 56% cattolica), compresi i non cittadini, pratica almeno alcuni elementi del cristianesimo; Il 12% pratica dell'Islam (principalmente nella versione del sunnismo); il 10% pratica esclusivamente le credenze indigene tradizionali; ed infine il 5% non pratica nessuna religione o professano l'ateismo. L'ex presidente Omar Bongo Ondimba è stato un membro della minoranza musulmana. L'induismo viene infine praticato da alcuni stranieri.
I Babongo sono una popolazione di pigmei della foresta del Gabon stanziati sulla costa occidentale equatoriale dell'Africa. Essi sono i creatori della religione Bwiti, la quale si basa sul consumo di allucinogeni inebrianti provenienti dalla pianta dell'iboga; per il confronto dei suoi ruoli spirituali e culturali, vedi l'ayahuasca alias Yage, basato su un alcaloide botanico, mentre la cannabis viene utilizzata nel rastafarianesimo. Altri popoli in Gabon hanno unito le pratiche tradizionali Bwiti con l'animismo e con alcuni concetti cristiani per produrre una forma moderna molto diversa di Bwiti.
I rituali Bwiti fanno parte dell'iniziazione di tutta la popolazione Babongo. La vita delle persone Babonga è altamente ritualizzato attraverso la danza, la musica e la cerimonia associata con le forze naturali e con gli animali della giungla. Un'opera di missionari esteri è attiva nel paese. La Costituzione prevede la libertà di religione, ed il governo rispetta generalmente questo diritto anche nella pratica. Il governo degli Stati Uniti non ha ricevuto segnalazioni di abusi o discriminazioni fondate sulla fede religiosa o la pratica durante il 2007.